# Генрик Махальський

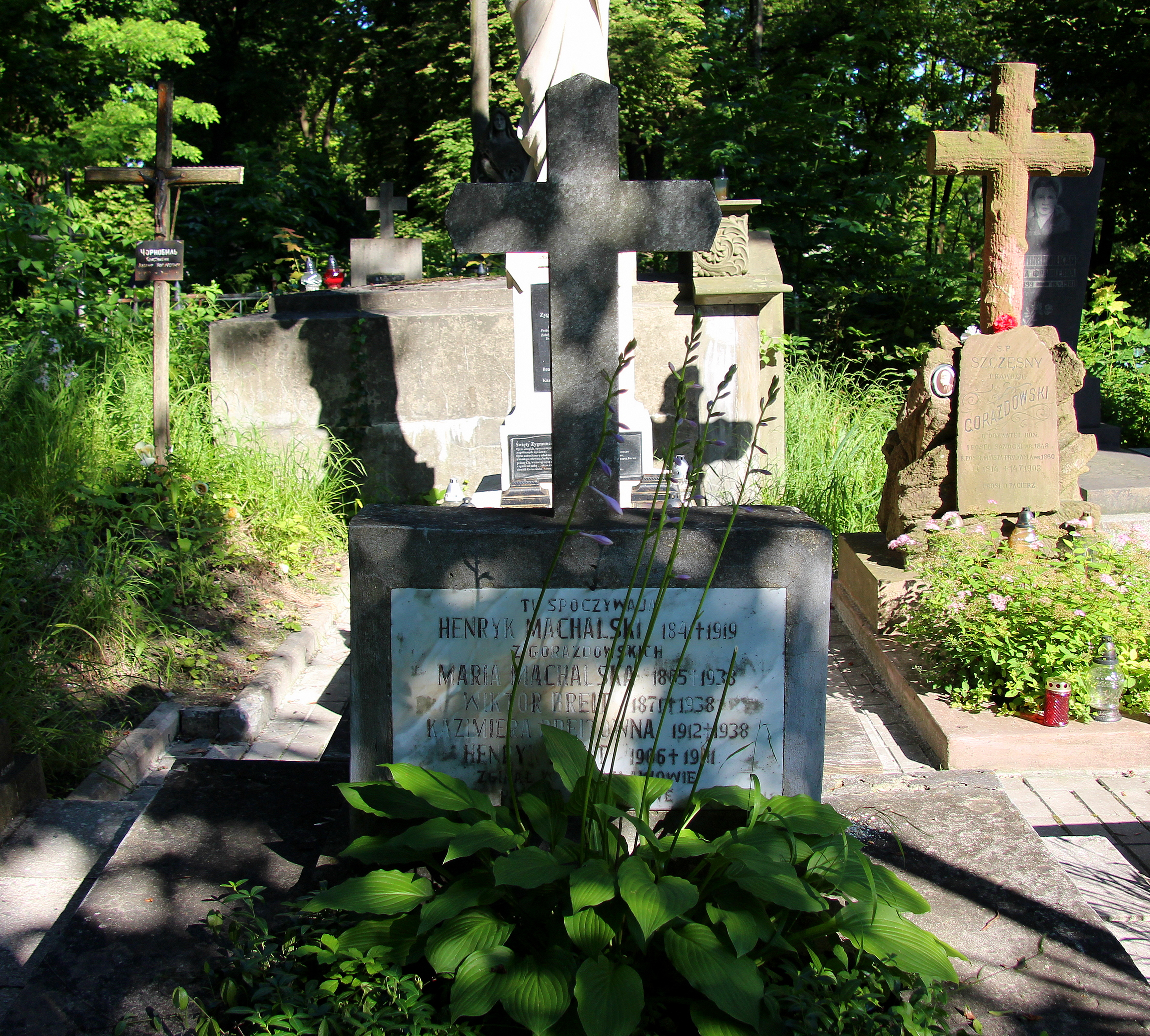
Могила Генрика Махальського на Личаківському цвинтарі у Львові

Генрик Махальський (нар . 25 грудня 1835, Йодлувка, пом . 19 липня 1919, Львів ) — польський інженер-залізничник і винахідник  .

## Біографія
У 1856-1870 роках працював на залізниці Краків – Відень, потім до виходу на пенсію в 1893 році – на лінії Львів – Чернівці – Ясси .
Він розробив мікрофон із вугільного порошку, на який отримав один із перших у світі патентів у 1879 році. Використовуючи цей мікрофон, він сконструював телефон власної конструкції, який представив 30 квітня 1881 року, передавши до Львова звук концерту, що відбувся у Жовкві . Камеру Махальського встановили на залізниці Львів-Чернівці. Технічні подробиці пристрою автор опублікував у варшавському «Przegląd Techniczny» та львівському « Częstopis Techniczny ».
Винахідником телефону іноді вважали брата Махальського Мавриція, який запатентував пристрій у Петербурзі .

## Виноски
1. ↑  , Orłowski, Bolesław,; Instytut Historii Nauki PAN imienia Ludwika i Aleksandra Birkenmajerów, Instytut Pamięci Narodowej--Komisja Ścigania Zbrodni przeciwko Narodowi Polskiemu,, "Polski wkład w przyrodoznawstwo i technikę : Słownik polskich i związanych z Polską odkrywców, wynalazców oraz pionierów nauk matematyczno-przyrodniczych i techniki. T. 3, M-R"